# 1944 (utwór muzyczny)
1944 – utwór muzyczny ukraińskiej piosenkarki Dżamały promujący album 1944, opublikowany w formie dystrybucji cyfrowej 12 lutego 2016 roku.
Tekst utworu porusza temat deportacji Tatarów krymskich w 1944 roku oraz nawiązuje do osobistych doświadczeń prababci wykonawczyni, Nazyłchan, która w wieku ok. 25 lat została deportowana wraz z piątką dzieci – jedno z nich nie przeżyło podróży. Dżamała (właśc. Susana Dżamaładinowa) urodziła się w 1983 roku w Kirgiskiej Socjalistycznej Republice Radzieckiej (obecnie Kirgistan), do której w trakcie rządów Józefa Stalina została przesiedlona część jej przodków. Po odzyskaniu niepodległości przez Ukrainę, rodzina piosenkarki powróciła na tereny Krymu.
Piosenka reprezentowała Ukrainę podczas 61. Konkursu Piosenki Eurowizji w 2016 roku. 14 maja wystąpiła w finale i zajęła pierwsze miejsce z sumą 534 punktów.

## Notowania
| Lista przebojów (2016–2022)         | Najwyższa pozycja |
| ----------------------------------- | ----------------- |
| Austria (Ö3 Austria Top 40)         | 54                |
| Belgia (Ultratop Flandria)          | 13                |
| Finlandia (Suomen virallinen lista) | 64                |
| Francja (SNEP)                      | 49                |
| Hiszpania (PROMUSICAE)              | 32                |
| Litwa (Singlų Top 100)              | 8                 |
| Rosja (Tophit)                      | 135               |
| Szwajcaria (Schweizer Hitparade)    | 73                |
| Szwecja (Sverigetopplistan)         | 46                |
| Ukraina (FDR)                       | 2                 |
| Węgry (Single (track) Top 40 lista) | 40                |